# Avvocata
Avvocata is een van de dertig quartieri, kwartieren of wijken van de Italiaanse stad Napels. De centraal gelegen wijk heeft ongeveer 33.000 inwoners. De wijk maakt samen met de wijken San Giuseppe, Montecalvario, Mercato, Pendino en Porto het stadsdeel Municipalità 2 uit.
Avvocata grenst aan de wijken Stella, San Lorenzo, San Giuseppe, Montecalvario, Vomero en Arenella. De centrale straat in de wijk is de Via Salvator Rosa. Aan de straat liggen vele stadspaleizen zoals ook het Palazzo Gatto, het Palazzo Bottiglieri, het Palazzo Tango en het Palazzo Loffredo. Tot de meest opvallende monumenten in de wijk behoren drie kerken, de Basilica di Santa Maria della Pazienza, de chiesa di Santa Maria Maddalena de' Pazzi en de chiesa di San Potito. Naast de Piazza Dante staat de Port'Alba, vernoemd naar de vijfde hertog van Alva.